# کیتاهیروشیما ۱۲۰۱۲
سیارک ۱۲۰۱۲ (به انگلیسی: 12012 Kitahiroshima، نامگذاری:1996VH8) دوازده هزار و دوازدهمین سیارک کشف شده‌است که در ۷ نوامبر ۱۹۹۶ کشف شد.
قدر مطلق سیارک برابر ۲۰.۴ است.